# Spaanse kampioenschappen veldrijden
De Spaanse kampioenschappen veldrijden zijn een jaarlijks terugkerende wedstrijd om te bepalen welke veldrijder er kampioen van Spanje wordt.

## Kampioenen

### Elite, mannen
| Jaar | · Kampioen                      | · Zilver                        | · Brons                         | Plaats                 |
| ---- | ------------------------------- | ------------------------------- | ------------------------------- | ---------------------- |
| 1929 | Joaquín Iturri                  |                                 | Eusebio Bastida                 |                        |
| 1930 | niet verreden                   |                                 |                                 |                        |
| 1931 | Eusebio Bastida                 | Joaquín Iturri                  | Ramón Aguirresarobe             |                        |
| 1932 | niet verreden                   |                                 |                                 |                        |
| 1933 | niet verreden                   |                                 |                                 |                        |
| 1934 | Fermín Apalategi                |                                 |                                 |                        |
| 1935 | Juan Salarich                   | Francisco Goenaga               | Bonifacio Murillo               |                        |
| 1936 | niet verreden                   |                                 |                                 |                        |
| 1937 | niet verreden                   |                                 |                                 |                        |
| 1938 | niet verreden                   |                                 |                                 |                        |
| 1939 | niet verreden                   |                                 |                                 |                        |
| 1940 | Francisco Goenaga               | Juan Bautista Vallejo           | Tomás De Sosa                   |                        |
| 1941 | Santiago Mostajo                | Juan Bautista Vallejo           | Enrique Torres                  |                        |
| 1942 | Julián Berrendero               | Francisco Expósito              | Juan Bautista Vallejo           |                        |
| 1943 | Miguel Lizarazu                 | Sotero Lizarazu                 | Ignacio Orbaiceta               |                        |
| 1944 | Julián Berrendero               | Miguel Lizarazu                 |                                 |                        |
| 1945 | Miguel Lizarazu                 | Ignacio Orbaiceta               | Sotero Lizarazu                 |                        |
| 1946 | Miguel Lizarazu                 | Francisco Michelena             | Sotero Lizarazu                 |                        |
| 1947 | Sotero Lizarazu                 | Miguel Lizarazu                 | Julián Aguirrezabal             |                        |
| 1948 | Miguel Lizarazu                 | Francisco Expósito              |                                 |                        |
| 1949 | niet verreden                   |                                 |                                 |                        |
| 1950 | Ignacio Esnaola                 | Francisco Expósito              | Francisco Michelena             |                        |
| 1951 | Francisco Expósito              | Francisco Michelena             | Ángel Bruna                     |                        |
| 1952 | Julián Aguirrezabal             | Miguel Chacón                   | Ponciano Arbelaiz               |                        |
| 1953 | Cosme Barrutia                  |                                 | José Michelena                  |                        |
| 1954 | José Michelena                  | Antón Barrutia                  | Miguel Chacón                   |                        |
| 1955 | Antón Barrutia                  | Facundo Zabaleta                | Félix Malaxechevarria           |                        |
| 1956 | José Michelena                  | Felipe "Katania" Alberdi        | José Luis Talamillo             |                        |
| 1957 | José Michelena                  | Facundo Zabaleta                | Felipe "Katania" Alberdi        |                        |
| 1958 | José Luis Talamillo             | José Michelena                  |                                 |                        |
| 1959 | José Luis Talamillo             | Antón Barrutia                  | Miguel Urquizar                 |                        |
| 1960 | José Luis Talamillo             | Miguel Urquizar                 | Miguel Chacón                   |                        |
| 1961 | Antón Barrutia                  | José Luis Talamillo             | Alfredo Irusta                  |                        |
| 1962 | José Luis Talamillo             |                                 |                                 |                        |
| 1963 | José Luis Talamillo             | Santos Ruiz Bermúdez            |                                 |                        |
| 1964 | Amelio Mendíjur                 | José Luis Talamillo             |                                 | Beasain                |
| 1965 | José Luis Talamillo             | Amelio Mendíjur                 |                                 | Vera de Bidasoa        |
| 1966 | Alfredo Irusta                  |                                 | Antón Barrutia                  | Beasain                |
| 1967 | José Martínez                   |                                 | Alfredo Irusta                  |                        |
| 1968 | José Martínez                   | Alfredo Irusta                  | José Martínez Esterlich         |                        |
| 1969 | Alfredo Irusta                  | Félix Iturriaga                 | José María González             |                        |
| 1970 | José María González             | Alfredo Irusta                  | José Florencio                  |                        |
| 1971 | Alfredo Irusta                  | Pedro Rodríguez Sanjurjo        |                                 | Durango                |
| 1972 | José María Basualdo             | José María González             | Juan Gorostidi                  |                        |
| 1973 | José María Basualdo             | José María González             | Juan Gorostidi                  | Manresa                |
| 1974 | Juan Gorostidi                  | José María González             | Ventura Díaz                    | Vera de Bidasoa        |
| 1975 | Juan Gorostidi                  | José A. Martínez Albeniz        | José María González             | Villafranca de Ordizia |
| 1976 | José María Basualdo             | José A. Martínez Albeniz        | Juan Gorostidi                  | Llodio                 |
| 1977 | José A. Martínez Albeniz        | Juan Gorostidi                  | Iñaki Mayora                    |                        |
| 1978 | Juan Gorostidi                  | José María Yurrebaso            | Plaza                           | Amorebieta             |
| 1979 | José María Yurrebaso            | Rafael González Tercero         | Juan Gorostidi                  |                        |
| 1980 | Iñaki Mayora                    | Francisco Sala                  | Jésus Lopez Soriano             | Madrid                 |
| 1981 | Iñaki Mayora                    | Benito Durán                    | Juan Gorostidi                  | Intxaurrondo           |
| 1982 | Francisco Sala                  | José María Yurrebaso            | Iñaki Mayora                    | Manresa                |
| 1983 | Iñaki Mayora                    | José Ramón Izagirre             | José María Yurrebaso            |                        |
| 1984 | Iñaki Mayora                    | José María Yurrebaso            | Iñaki Vijandi                   |                        |
| 1985 | Francisco Sala                  | José María Yurrebaso            | Iñaki Mayora                    |                        |
| 1986 | Iñaki Vijandi                   | José María Yurrebaso            | Iñaki Mayora                    |                        |
| 1987 | Francisco Sala                  | Jon "Tati" Egiarte              | Iñaki Vijandi                   |                        |
| 1988 | Francisco Sala                  | Iñaki Vijandi                   | José María Yurrebaso            | Telleriarte            |
| 1989 | José María Yurrebaso            | Francisco Sala                  | Jon "Tati" Egiarte              | Manresa                |
| 1990 | José María Yurrebaso            | Francisco Sala                  | Federico Echave                 |                        |
| 1991 | José Ramón Izagirre             |                                 | Federico Echave                 |                        |
| 1992 | José Ramón Izagirre             | Jokin Mujika                    | Benito Durán                    | Burriana               |
| 1993 | Jokin Mujika                    | José Ramón Izagirre             | Gonzalo Aguiar                  |                        |
| 1994 | Jokin Mujika                    | Iñigo Igartua                   | Francisco Pla                   |                        |
| 1995 | Francisco Pla                   | Abel Maceira                    | Iñigo Igartua                   |                        |
| 1996 | Jokin Mujika                    | David Seco                      | Mikel Insausti                  | Telleriarte            |
| 1997 | Abel Maceira                    | David Seco                      | Iñaki Cendrero                  | Ispáster               |
| 1998 | Francisco Pla                   | Iñaki Cendrero                  | David Seco                      | Los Corrales de Buelna |
| 1999 | Francisco Pla                   | David Seco                      | Abel Maceira                    | Porriño                |
| 2000 | David Seco                      | Francisco Mena                  | Francisco Pla                   | Columbres              |
| 2001 | David Seco                      | José Manuel Osuna               | Iñaki Cendrero                  | Noja                   |
| 2002 | David Seco                      | Juan Carlos Garro               | Israel Nuñez                    | Durana                 |
| 2003 | David Seco                      | Juan Carlos Garro               | Gaizka Lejarreta                | Sotrondio              |
| 2004 | David Seco                      | Fernando Fernández              | Haiti Ortiz                     | Valladolid             |
| 2005 | Unai Yus                        | David Seco                      | Isaac Suarez                    | Busturia               |
| 2006 | David Seco                      | Óscar Vázquez                   | Isaac Suarez                    | Ribadumia              |
| 2007 | José Antonio Hermida            | Isaac Suárez                    | Óscar Vázquez                   | Alcobendas             |
| 2008 | José Antonio Hermida            | Isaac Suárez                    | Javier Ruiz de Larrinaga Ibañez | Villarcayo             |
| 2009 | Javier Ruiz de Larrinaga Ibañez | Isaac Suárez                    | Constantino Zaballa             | Valladolid             |
| 2010 | Javier Ruiz de Larrinaga Ibañez | José Antonio Hermida            | Egoitz Murgoitio                | Laredo                 |
| 2011 | Javier Ruiz de Larrinaga Ibañez | José Antonio Hermida            | Isaac Suárez                    | Zamora                 |
| 2012 | Isaac Suárez                    | Egoitz Murgoitio                | Sergio Mantecón                 | Burgos                 |
| 2013 | Aitor Hernández                 | Egoitz Murgoitio                | Javier Ruiz de Larrinaga Ibañez | Navia                  |
| 2014 | Javier Ruiz de Larrinaga Ibañez | Aitor Hernández                 | Aketza Peña                     | Segorbe                |
| 2015 | Aitor Hernández                 | Javier Ruiz de Larrinaga Ibañez | José Antonio Hermida            | Gijón                  |
| 2016 | Javier Ruiz de Larrinaga Ibañez | Kevin Suárez Fernández          | Ismael Esteban Aguado           | Torrelavega            |
| 2017 | Ismael Esteban Aguado           | Kevin Suárez                    | Oscar Pujol                     | Valencia               |
| 2018 | Ismael Esteban Aguado           | Felipe Orts                     | Aitor Hernandez Gutierrez       | Madrid                 |
| 2019 | Felipe Orts                     | Ismael Esteban Aguado           | Javier Ruiz de Larrinaga Ibañez | Pontevedra             |
| 2020 | Felipe Orts                     | Kevin Suárez                    | Gorka Izagirre Insausti         | Pontevedra             |
| 2021 | Felipe Orts                     | Kevin Suárez                    | Ismael Esteban                  | Torrelavega            |
| 2022 | Felipe Orts                     | Kevin Suárez                    | Iván Feijoo Alberte             | Xàtiva                 |
| 2023 | Felipe Orts                     | Jofre Cullell Estape            | Kevin Suárez                    | Vic                    |
| 2024 |                                 |                                 |                                 | Amurrio                |
| 2025 |                                 |                                 |                                 | As Pontes              |

### U23
| - 1996 : Mikel Artetxe - 1997 : Mikel Artetxe - 1998 : Óscar Pereiro - 2000 : Juan Bello Villar - 2001 : Isaac Suarez Fernandez - 2002 : Sem Mujica - 2003 : Egoitz Murgoitio Recalde - 2004 : Ismael Esteban Aguero - 2005 : Ismael Esteban Aguero - 2006 : Rubén Ruzafa Cueto - 2007 : David Lozano Riba - 2008 : David Lozano Riba - 2009 : David Lozano Riba - 2010 : David Lozano Riba - 2011 : Jon Ander Insausti - 2012 : Marcos Altur Boronat - 2013 : Jonathan Lastra Martinez - 2014 : Jonathan Lastra Martinez - 2015 : Kevin Suárez Fernández - 2016 : Felipe Orts - 2017 : Felipe Orts - 2018 : Jofre Culell - 2019 : Iván Feijoo - 2020 : Iván Feijoo |

### Junioren
| - 1996 : Gaizka Lejarreta Martin - 1997 : Aitor Galdos Alonso - 1998 : Raul Salas - 1999 : Pavlo San José - 2000 : Koldobika Aguirre - 2001 : Koldobika Aguirre - 2002 : Eladio Sánchez Prado - 2003 : Nestor Rodriguez Santaclara - 2004 : Miguel Valles Fernandez - 2005 : Erlantz Uriarte Okamika - 2006 : David Lozano Riba - 2007 : Jon Ander Manjon Alvarez - 2008 : Fernando San Emeterio Gandiaga - 2009 : Josep Nadal Mangrinya - 2010 : Jon Ander Insausti - 2011 : Pablo Rodriguez Guede - 2012 : Kevin Suarez Fernandez - 2013 : Felipe Orts Lloret - 2014 : Raúl Fernández - 2015 : Jokin Alberdi - 2016 : Jokin Alberdi - 2017 : Iván Feijoo - 2018 : Carlos Canal - 2019 : Carlos Canal - 2020 : Igor Arrieta Lizarraga |

## Vrouwen

### Elites
| Jaar | · Kampioene            | · Zilver                 | · Brons                |
| ---- | ---------------------- | ------------------------ | ---------------------- |
| 1999 | María Carmen Armada    | Maria Fernanda Espineira | Maria Jesus Barrios    |
| 2000 | Rocio Gamonal Ferrera  | Lidia Fuentes            | Maria Jesus Barrios    |
| 2001 | María Carmen Armada    | Maria Fernanda Espineira | Lidia Fuentes          |
| 2002 | Aida Nuño Palacio      | Rocio Gamonal Ferrera    | Nekane Lasa Agirre     |
| 2003 | Aida Nuño Palacio      | Nekane Lasa Agirre       | Rocio Gamonal Ferrera  |
| 2004 | Nekane Lasa Agirre     | Rocio Gamonal Ferrera    | Ruth Moll Marques      |
| 2005 | Rosa Maria Bravo Soba  | Rocio Gamonal Ferrera    | Ruth Moll Marques      |
| 2006 | Rosa Maria Bravo Soba  | Rocio Gamonal Ferrera    | Ruth Moll Marques      |
| 2007 | Rocio Gamonal Ferrera  | Rosa Bravo               | Ruth Moll Marques      |
| 2008 | Ruth Moll Marques      | Rocio Gamonal Ferrera    | Ione Mujika            |
| 2009 | Rocio Gamonal Ferrera  | Margarida Fullana        | Rosa Bravo             |
| 2010 | Rocio Gamonal Ferrera  | Rocio Martin Rodriguez   | Rosa Bravo             |
| 2011 | Aida Nuño Palacio      | Lucía González Blanco    | Mercedes Pacios        |
| 2012 | Rocio Martin Rodriguez | Isabel Castro            | Lucía González Blanco  |
| 2013 | Lucía González Blanco  | Aida Nuño Palacio        | Olatz Odriozola Mugica |
| 2014 | Aida Nuño Palacio      | Rocio Martin Rodriguez   | Rocio Gamonal Ferrera  |
| 2015 | Rocio Gamonal Ferrera  | Lucía González Blanco    | Aida Nuño Palacio      |
| 2016 | Aida Nuño Palacio      | Lucía González Blanco    | Alicia González Blanco |
| 2017 | Alicia González Blanco | Aida Nuño Palacio        | Lucía González Blanco  |
| 2018 | Aida Nuño Palacio      | Lucía González Blanco    | Olatz Odriozola Mugica |
| 2019 | Aida Nuño Palacio      | Lucía González Blanco    | Sandra Trevilla        |
| 2020 | Lucía González Blanco  | Aida Nuño Palacio        | Paula Diaz Lopez       |
| 2021 | Lucía González Blanco  | Aida Nuño Palacio        | Sara Cueto Vega        |
| 2022 | Lucía González Blanco  | Aida Nuño Palacio        | Sofia Rodriguez Revert |
| 2023 | Lucía González Blanco  | Sofia Rodriguez Revert   | Alba Teruel Ribes      |

### U23
- 2010 : Lucía González Blanco

- 2017 : Alicia González Blanco
- 2018 : Luisa Ibarrola Albizua
- 2019 : Luisa Ibarrola
- 2020 : Sofia Rodriguez Revert

### Junioren
| - 2006 : Maria José Gomez Lopez - 2007 : Lucía González Blanco - 2009 : Sandra Trevilla - 2010 : Tania Calvo - 2017 : Sofía Rodríguez - 2018 : Luisa Ibarrola - 2019 : Lucia Andreu Gomez - 2020 : Lucia Andreu Gomez |

Kampioenschappen:  Wereldkampioenschappen ·
 Europese kampioenschappen ·
 Pan-Amerikaanse kampioenschappen
 België ·
 Canada ·
 Denemarken ·
 Duitsland ·
 Finland ·
 Frankrijk ·
 Hongarije ·
 Ierland ·
 Italië ·
 Japan ·
 Kroatië ·
 Luxemburg ·
 Nederland ·
 Nieuw-Zeeland ·
 Noorwegen ·
 Oostenrijk ·
 Polen ·
 Servië ·
 Slowakije ·
 Spanje ·
 Tsjechië ·
 Verenigd Koninkrijk ·
 Verenigde Staten ·
 Zweden ·
 Zwitserland
Klassementen:  Wereldbeker ·
 Superprestige ·
 X²O Badkamers Trofee ·
 HSF System Cup ·
 USCX Series ·
 Coupe de France ·
 National Trophy Series ·
 Giro d'Italia Ciclocross ·
 Copa de España ·
 New England Series ·
 Swiss Cyclocross Cup
Overig:  Exact Cross
Voormalig:  EKZ CrossTour ·  Rectavit Series ·  US Cup